# Office World
Die Office World mit Sitz in Bolligen ist ein in den Bereichen Bürobedarf, Bürotechnik und Büromöbel tätiges Schweizer Detailhandelsunternehmen und war eine hundertprozentige Tochtergesellschaft des Migros-Konzerns. Das Unternehmen betreibt 19 Filialen und beschäftigt 230 Mitarbeiter (Stand: 2022). 2019 erwirtschaftete das Unternehmen einen Umsatz von 90 Millionen Schweizer Franken.

## Geschichte
Die Globus Office World AG wurde 1991 als Unternehmen innerhalb der Globus-Gruppe gegründet. Im gleichen Jahr wurde in Pratteln die erste Filiale in der Schweiz eröffnet. Diese wurde 1997 von der Familie Bitterli an die Migros verkauft, welche die Globus-Gruppe bis Ende 2006 als eigenständiges Unternehmen weiterführte.
1998 wurde erstmals ein Onlineshop eröffnet.
Zum 1. Januar 2007 wurde die Gruppenstruktur der Globus-Gruppe aufgelöst. Die einzelnen Unternehmen der ehemaligen Globus-Gruppe, darunter auch Office World, werden seither als selbständige Unternehmen innerhalb des Migros-Konzerns geführt. Die Globus Office World AG wurde in Office World AG umbenannt.
Am 16. Oktober 2017 hat Migros angekündigt, die Office-World-Gruppe (OWiba) an die österreichische MTH Retail Group (MTH) zu verkaufen.
Die OWIBA AG hat im Jahr 2018 die Office World AG und die OFFICE WORLD Holding AG übernommen. Infolge dieser Fusion wurden beide Unternehmen gelöscht.
Am 28. Februar 2018 wurde bekannt, dass der ehemalige Migros-Chef Herbert Bolliger sowie der Möbel Pfister-Chef Matthias Baumann im Verwaltungsrat der OWiba Einsitz nehmen. Zusätzlich nehmen die beiden Einsitz im Aufsichtsrat der MTH-Holding.
2019 werden die Filialen in Brig, Conthey, Dübendorf geschlossen.
Im Januar 2021 schliessen sich die OWIBA AG (bestehend aus Office World und Iba) und die Offix Holding der schweizerischen PEG Papeteristen Einkaufsgenossenschaft zur Office World Group zusammen. Das Joint Venture erreicht zusammen circa 400 Millionen Franken Umsatz pro Jahr und beschäftigt rund 600 Mitarbeitende im DACH-Raum. Die Office World Group AG hat ihren Sitz in Aarburg.
Die OWIBA AG hat im Jahr 2022 die OFFICE LEADER AG mit Sitz in Aarburg übernommen.
Seit November 2024 ist Dr. Felix Brunner neuer CEO der Office World.

## Weitere Unternehmen der MTH Retail Group
- Libro
- Mäc-Geiz
- Pfennigpfeiffer
- Pagro
- Office World Group

## Weitere Unternehmen der Office World Group
- Iba
- Tramondi
- Docuserv
- Office Leader
- Office World Trade (ehem. Ecomedia, Papedis, Oridis)